# Robert Mugabe
Robert Gabriel Mugabe (wymowa shona [muɡaɓe], wymowa angielska [muˈɡɑbi]; ur. 21 lutego 1924 w Kutamie (dystrykt Zvimba w prowincji Maszona Zachodnia), zm. 6 września 2019 w Singapurze) – zimbabweński polityk, premier Zimbabwe w latach 1980–1987, prezydent Zimbabwe w latach 1987–2017. Od 30 stycznia 2015 do 30 stycznia 2016 sprawował funkcję przewodniczącego Unii Afrykańskiej.

## Życiorys

### Edukacja i początki kariery
Urodził się w Kutamie w dystrykcie Zvimba miasta Salisbury (obecne Harare) w ówczesnej brytyjskiej kolonii, Rodezji Południowej. Był synem ubogiego cieśli z Malawi pochodzącego z plemienia Szona. Wczesną edukację pobierał w misji jezuickiej, co ukształtowało go na gorliwego katolika. Naukę kontynuował na University College of Fort Hare w Republice Południowej Afryki, gdzie poznał działaczy Afrykańskiego Kongresu Narodowego i przyjął nacjonalistyczne poglądy polityczne. W latach 1956–1960 pracował jako nauczyciel w Ghanie. W czasie pobytu w Ghanie, znalazł się pod ideologicznym wpływem ówczesnego premiera kraju, Kwame Nkrumaha. Ponadto wraz z niektórymi działaczami rodezyjskim przeszedł przeszkolenie na Instytucie Ideologicznym Kwame Nkrumaha w miejscowości Winneba na południu Ghany. Do Rodezji powrócił w 1960 roku.
W 1963 roku był współzałożycielem Afrykańskiego Narodowego Związku Zimbabwe (ZANU). W 1964 roku za działalność opozycyjną względem reżimu białej mniejszości, został aresztowany i skazany na więzienie, gdzie spędził dziesięć lat. Do 1966 roku formalnie zostawał sekretarzem generalnym partii, którą zakładał. Po wyjściu na wolność w 1974 roku wyjechał z kraju i udał się na emigrację do Londynu. Tam ukończył studia prawnicze. W 1975 roku został politycznym liderem partyzanckiej Afrykańskiej Armii Narodowego Wyzwolenia Zimbabwe biorącej udział w wojnie rodezyjskiej. Od 1976 roku objął przywództwo w ZANU. W latach wojny podjął współpracę z konkurencyjną grupą narodowowyzwoleńczą Afrykański Ludowy Związek Zimbabwe (ZAPU) i wziął udział w spotkaniu z jej liderem Joshuą Nkomo zorganizowanym przez prezydenta Tanzanii, Juliusa Nyerere.

### Premier Zimbabwe
Pierwsze wolne wybory w 1980 roku przyniosły zwycięstwo ZANU, które uzyskało poparcie największej narodowości kraju – Szona (24% głosów w skali kraju) i Mugabe otrzymał urząd premiera. Władzę objęła koalicja ZANU, ZAPU i partii białych – Frontu Zimbabwe. Większość ważnych stanowisk pozostało w rękach białych. Premier, w celu zminimalizowania skutków rozbicia czarnych mieszkańców kraju, dążył do porozumienia z konkurencyjnym ruchem ZAPU reprezentującym ludność Ndebele. Ten okres rządów Mugabe cechował pragmatyzm polityczny, ostrożność i staranie o dobry wizerunek państwa. W polityce gospodarczej, choć pozostawał krytykiem zagranicznych modeli gospodarczych (uważał, że „gospodarcza dominacja jest gorszym zjawiskiem niż dominacja polityczna”), jedynie nieznacznie zwiększył kontrolę państwa w ekonomii, zarzucając jakiekolwiek plany nacjonalizacji. Ekipa rządowa, choć wywodziła się z kręgów marksistowskich, wspierała także wielkie plantacje białych (posiadających 70% ziemi w kraju) oraz drobne gospodarstwa i prywatne własności czarnych. Większe reformy przeprowadzano głównie w dziedzinie oświaty i zdrowia. Próbowano realizować programy Międzynarodowego Funduszu Walutowego. Pierwsze lata rządów Mugabe wiązały się z wysokim stopniem rozwoju gospodarczego. Jako premier podjął się reform mających wymazać kolonialną przeszłość Zimbabwe i przeprowadził nieznaczny proces afrykanizacji kraju, który objął jedynie nazewnictwo – wiele nazw miast zostało zmienionych np. z Salisbury na Harare. W polityce zagranicznej prowadził politykę wspierania rządu sąsiedniego Mozambiku, wspierając tamtejszy Front Wyzwolenia Mozambiku w walkach z opozycyjnym Narodowym Ruchem Oporu Mozambiku. Na gruncie tej polityki doszło do starć zimbabweńskiej armii z partyzantką mozambicką na terenach przygranicznych.
Pomimo prób załagodzenia napięcia wewnętrznego przez Mugabe, w kraju narastał konflikt zaostrzony poprzez działalność radykalnych frakcji Alfreda „Nikity” Mangeny w ZAPU i Edgara Tekerego w ZANU. W 1982 roku rozpadła się rządowa koalicja, a ZANU przejęła pełnię władzy. Od 1982 do 1987 miały miejsce starcia zbrojne wojska z powstańcami Ndebele. Walki spowodowała ucieczka Nkomo, reprezentującego Ndebele z kraju po tym, gdy ujawniono gromadzenie broni przez jego ugrupowanie oraz kontakty z RPA i ZSRR w celu możliwego zamachu stanu skierowanego przeciw Mugabe. Kryzys doprowadził do wzrostu poparcia dla Mugabe. W celu ochrony rządu Mugabe powołał paramilitarne zaplecze partii – Młodzieżowe Brygady ZANU-PF działające na przełomie lat 1984–1985. W 1985 roku odbyły się wybory parlamentarne wygrane przez ZANU z wynikiem 19%. ZAPU dostała niewielki procent głosów, co skłoniło jej przywódców do rozmów na temat zjednoczenia ZAPU i ZANU. Kompromis z 1987 roku obejmował połączenie ZANU i ZAPU w jednolitą partię Afrykański Narodowy Związek Zimbabwe – Front Patriotyczny (ZANU-PF) i zmianę ustroju na prezydencki. Mugabe został w 1987 roku prezydentem kraju, a dotychczas opozycyjny Nkomo został ministrem, ogłoszono również amnestię dla wszystkich dysydentów.

### Prezydentura
Zakończenie walk międzyplemiennych ustabilizowało sytuację Zimbabwe. W 1988 roku kraj w ramach pielgrzymki odwiedził papież Jan Paweł II. Robert Mugabe utrzymał rząd w kolejnych wyborach w 1990 roku, partia Mugabe zyskała również przewagę w wyborach parlamentarnych, w których opozycyjny Zimbabweński Ruch Jedności zdobył 18%. Rok później w Harare miał miejsce szczyt państw członkowskich brytyjskiej Wspólnoty Narodów (Zimbabwe było członkiem organizacji), na którym przyjęto „Deklarację z Harare” definiującą normy przestrzegania praw człowieka w krajach Wspólnoty. W tym samym roku Mugabe i jego rząd zrezygnowali z lewicowych haseł przyjętych w 1984 roku. W 1995 roku w wyborach parlamentarnych zdecydowaną większość zdobyła ZANU-PF, natomiast główna siła opozycji ZANU-Ndonga jedynie 7%. W 1996 roku Mugabe ponownie został wybrany prezydentem. W 1997 roku w związku z niezrealizowaną reformą rolną i słabnącą gospodarką doszło do strajku generalnego kierowanego przez Kongres Związków Zawodowych Zimbabwe, na czele którego stał Morgan Tsvangirai. W 1998 roku w trakcie II wojny domowej w Kongu, rząd Zimbabwe wysłał wojska na pomoc rządowi Laurenta-Désiré Kabili. Decyzja o wysłaniu do Konga wojsk (około 11 tysięcy żołnierzy) podzieliła w znaczący sposób zwolenników rządu i opozycji oraz przyczyniła się do powstania zjednoczonej opozycji (głównie związków zawodowych) – Ruchu na rzecz Demokratycznej Zmiany z Tsvangiraiem na czele.

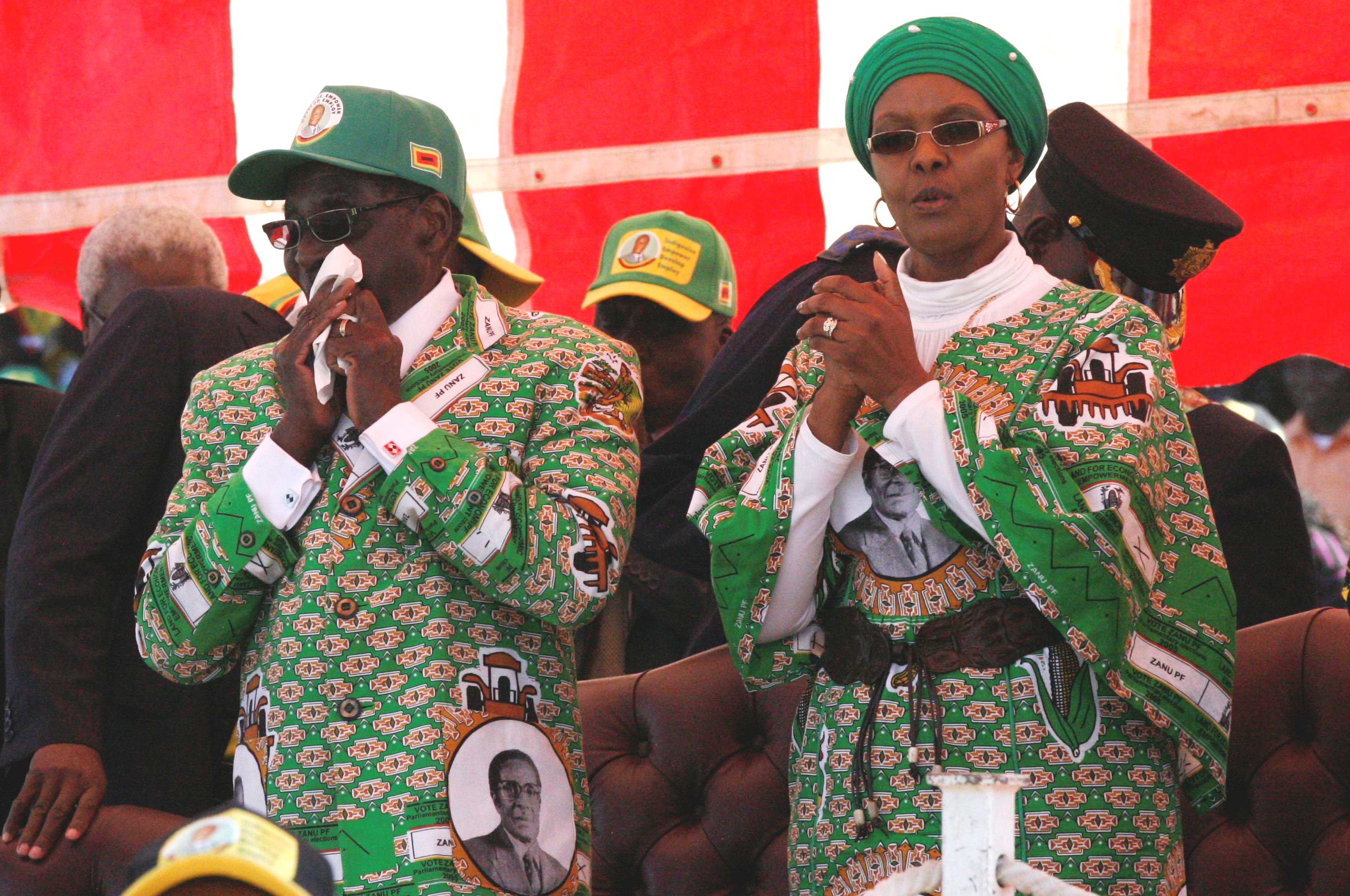
Robert Mugabe z żoną Grace, 4 sierpnia 2013

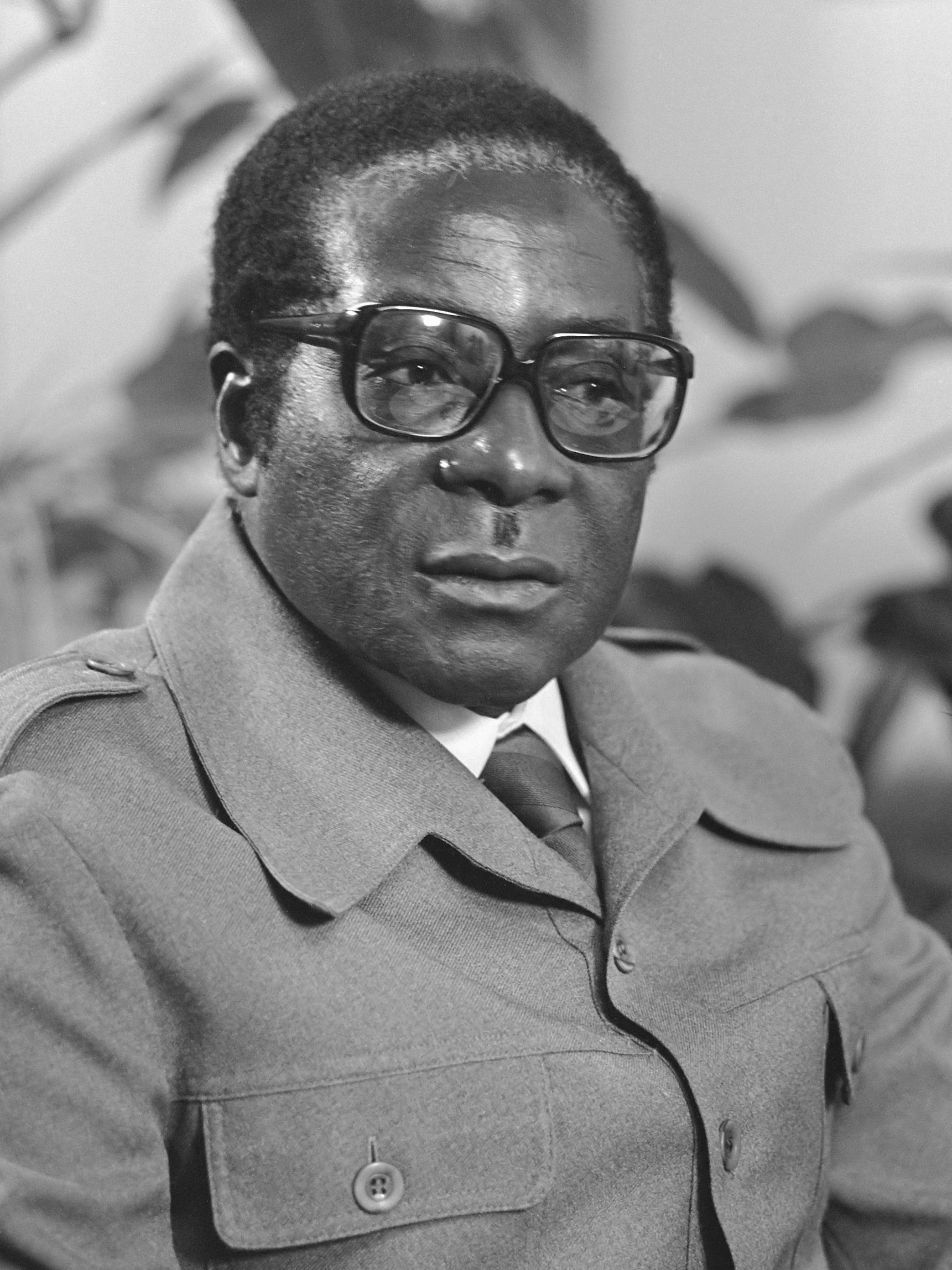
Robert Mugabe, 19 października 1979

W ostatnich latach (od 1999) Mugabe zradykalizował stanowisko, próbując siłą odebrać białym farmerom ziemię i popierając dawnych towarzyszy broni – partyzantów, urządzających okupacje gospodarstw białych. Wskutek tego nastąpił poważny gospodarczy kryzys i wzrost napięć społecznych. Po wyborach w 2002 roku, w których zdobył 56,2% (główny kontrkandydat zdobył 42%), silny Mugabe przystąpił do zwalczania opozycji. Był oskarżany przez wiele rządów i organizacji międzynarodowych (także afrykańskich) o łamanie praw człowieka czy brak wolności słowa (aresztowania dziennikarzy). Sam Mugabe uważał jednak swoich przeciwników za inspirowanych przez kolonialistów, którzy chcą zachować ziemię zagrabioną rdzennym mieszkańcom kraju. W 2004 roku Zimbabwe wdało się w konflikt w prowincji Kiwu, w którym poparło Demokratyczną Republikę Konga. W związku z krytyką prezydenta, Stany Zjednoczone i Unia Europejska wprowadziły u progu XXI wieku ograniczone sankcje, co jednak nie zmniejszyło wpływów Zimbabwe w regionie ze względu na poparcie 79 państw tzw. „biednego południa” oraz Rosji i Chin.
29 marca 2008 w Zimbabwe odbyły się połączone wybory prezydenckie i parlamentarne. Kandydowali w nich Mugabe, lider opozycyjnej partii Ruch na rzecz Demokratycznej Zmiany Morgan Tsvangirai oraz kandydat niezależny Simba Makoni. Opozycja oraz niezależni obserwatorzy na własną rękę policzyli głosy. Na tej podstawie ogłosili, że Morgan Tsvangirai uzyskał w granicach 48–49% głosów i powinien spotkać się w II rundzie z Mugabe, którego wynik wyniósł 41–43% głosów. Komisja Wyborcza do 2 kwietnia ogłosiła jedynie wyniki z połowy okręgów wskazujące na nieznaczną przewagę opozycji. Druga runda wyborów prezydenckich miała się odbyć 27 czerwca. W tym czasie Robert Mugabe zdecydował się na zakup 3 mln chińskich karabinów AK-47 i 3 tys. moździerzy. Przed drugą turą wyborów Morgan Tsvangirai w obawie o swe życie przebywał czasowo w RPA, a następnie wobec nasilającej się fali przemocy wobec jego zwolenników – zamordowano około 90 opozycyjnych działaczy – wycofał się z kandydowania. Komisja Wyborcza pozostawiła jednak nazwisko Tsvangiraia na listach, aby zachować pozory legalności głosowania. Druga tura wyborów odbyła się 28 czerwca 2008. Według oficjalnych wyników Robert Mugabe zdobył 85,51% głosów i pozostał prezydentem na kolejną kadencję. Liczenie głosów po pierwszej turze wyborów zajęło cztery miesiące, po drugiej 48 godzin. Wybory opozycja nazwała „farsą”, a wspólnota międzynarodowa uznała je za nielegalne. W efekcie sytuacji politycznej w Zimbabwe Unia Europejska wprowadziła sankcje polityczne polegające na zamrożeniu aktywów zimbabweńskich notabli i objęcia ich zakazem wjazdu na teren Unii.
W 2011 roku rząd Mugabe wysłał wojskowe wsparcie rządowi libijskiemu w czasie trwającej w tym kraju wojny domowej. 16 marca 2013 z inicjatywy Mugabe odbyło się referendum konstytucyjne, w którym około 95% głosujących opowiedziało się za nową ustawą zasadniczą. Według nowej konstytucji jedna osoba może być prezydentem tylko przez dwie kadencje. Zmniejszono także uprawnienia prezydenta. 31 lipca 2013 Mugabe zwyciężył już w I turze wyborów prezydenckich, zapewniając sobie siódmą reelekcję. Pokonał Morgana Tsvangiraia (33,94%) uzyskując 61,09% głosów. Wybory zostały uznane przez niezależnych obserwatorów za sfałszowane.
30 stycznia 2015 został wybrany na okres jednego roku przewodniczącym Unii Afrykańskiej.

#### Odsunięcie od władzy
15 listopada 2017 wskutek przeprowadzonego przez armię zamachu stanu, prezydent Mugabe został umieszczony w areszcie domowym w Harare. Rozpoczęto próby negocjacji w celu pokojowego zrzeczenia się przez niego urzędu. 18 listopada w Harare doszło do masowych demonstracji przeciwko prezydentowi Mugabe. 19 listopada władze partii ZANU-PF odwołały prezydenta Mugabe z funkcji przewodniczącego ugrupowania, jednocześnie mianując na ten urząd byłego wiceprezydenta Emmersona Mnangagwę. 21 listopada 2017 w oficjalnym liście do parlamentu, Robert Mugabe ogłosił swoją rezygnację ze stanowiska prezydenta. Zmarł 6 września 2019 w Singapurze w wieku 95 lat, po długiej chorobie.

## Życie prywatne
Był żonaty z Sally, a po jej śmierci z Grace. Był katolikiem.

## Odniesienia w kulturze
Był prawdopodobnie pierwowzorem postaci Edmunda Zuwanie prezydenta fikcyjnego państwa Matobo (w rzeczywistości park narodowy na terenie Zimbabwe), który jako przywódca przeszedł drogę od idola i bohatera-wyzwoliciela do znienawidzonego tyrana, ukazanej w filmie Tłumaczka w reżyserii Sydneya Pollacka z 2005 roku.

## Odznaczenia
- Łańcuch Zimbabweńskiego Orderu Zasługi (z urzędu)[43]
- Medal Wyzwolenia – srebrny (Zimbabwe)[43]
- Medal Niepodległości (Zimbabwe)[43]
- Odznaka Wyzwolenia (Zimbabwe)[43]
- Order Jamajki (1996)
- Order Joségo Martí (Kuba)
- Krzyż Wielki Orderu Dobrej Nadziei (1994, Południowa Afryka)[44]
- Pokojowa Nagroda Konfucjusza (2015)[45]

W 1994 roku Elżbieta II odznaczyła go Orderem Łaźni, którego w 2008 roku został pozbawiony.